# Camille Sachs
Camille Sachs (* 17. Mai 1880 in Würzburg; † 4. August 1959 in Nürnberg, auch Camill oder Camillo) war ein deutscher Jurist. Nach Ende des Zweiten Weltkriegs wurde er zum Präsidenten des Landgerichts Nürnberg-Fürth ernannt. Unter Ministerpräsident Hans Ehard war er ab 1947 zunächst als Staatssekretär, später als kommissarischer Leiter, im Bayerischen Staatsministerium für Sonderaufgaben tätig.

## Leben
Nach seinem Studium der Rechtswissenschaften an den Universitäten in Würzburg, Berlin und München war Sachs ab 1907 in Pirmasens als Amtsanwalt tätig. 1910 wechselte er nach Aschaffenburg und nahm dort eine Stelle als Staatsanwalt an. Ab 1914 war er als Amtsrichter am Amtsgericht Nürnberg tätig. 1919 wurde er 2. Staatsanwalt am Landgericht Nürnberg und später Landgerichtsrat.
Camille Sachs gehörte der Evangelisch-Lutherischen Kirche in Bayern an, stammte aber aus einem jüdischen Elternhaus und fiel deshalb unter die Bestimmungen des Gesetzes zur Wiederherstellung des Berufsbeamtentums. Da Sachs bereits vor dem 1. August 1914 zum Beamten ernannt worden war, hätte er als sogenannter „Altbeamter“ seine Stelle behalten müssen. Seine Entlassung aus dem Justizdienst stützte die bayerische Justizverwaltung daher auf § 4 des Berufsbeamtengesetzes, den Entlassungsgrund der „nationalen Unzuverlässigkeit“, wobei zugleich sein nach zehn Dienstjahren entstandener, ohnehin durch verschiedene Sparverordnungen und Abschläge geminderter Ruhegehaltsanspruch um ein Viertel beschnitten wurde. In den folgenden Jahren bestritt Sachs als Holzdreher, Hilfsarbeiter und Maurer seinen Lebensunterhalt. In der Pogromnacht des 9. November 1938 überfielen und verletzten ihn Mitglieder der SA in seiner Nürnberger Wohnung. Den Holocaust überlebte er, weil er in einer "privilegierten Mischehe" lebte.
Nach Kriegsende wurde Sachs am 1. August 1945 wieder in sein Amt als Landgerichtsrat eingesetzt. Vier Monate später, am 1. Dezember 1945, übernahm er als Präsident die Leitung des Landgerichts Nürnberg-Fürth. Vermutlich wegen seiner Tätigkeit als Vorsitzender der Spruchkammer wurde Anfang 1947 ein Bombenattentatsversuch auf Sachs unternommen. Als Abgeordneter der SPD war er zudem Mitglied des ersten Nürnberger Nachkriegsstadtrats.
Infolge der Entlassung des Staatsministers Alfred Loritz wurde Sachs am 15. Juli 1947 unter Minister Ludwig Hagenauer im Kabinett des Ministerpräsidenten Ehard Staatssekretär beim für die Entnazifizierung zuständigen Bayerischen Staatsministerium für Sonderaufgaben und blieb bis zum Rückzug der SPD aus der Regierungskoalition am 20. September 1947 im Amt. Zu seinen Aufgaben gehörte insbesondere die Überwachung der Internierungslager, unter anderen in Nürnberg-Langwasser. Nach dem Tode Hagenauers am 20. Juli 1949 leitete Sachs das Ministerium bis zu dessen Auflösung am 31. März 1950 kommissarisch und übernahm dann die Führung der Abwicklungsstelle. Am 31. Dezember 1951 trat er in den Ruhestand.
1952 wurde er mit dem Großen Bundesverdienstkreuz ausgezeichnet.
Sein Sohn war der durch seine Fernsehauftritte bekannte Nürnberger Oberstaatsanwalt Hans Sachs.